# Courtepin
Courtepin (en alemán Curtepy) es una comuna suiza del cantón de Friburgo, situada en el distrito de See/Lac. Limita al noreste con la comuna de Gurmels, al sureste con Barberêche, al suroeste con Misery-Courtion, y al noroeste con Wallenried.